# Only Yazoo - The Best Of
Only Yazoo és una recopilació del grup anglès de pop electrònic Yazoo. Aparegué el 1999, quan feia 16 anys que el grup s'havia dissolt. Als Estats Units (on Yazoo es deien "Yaz") el disc fou editat amb el títol "The Best Of".
Only Yazoo inclou els temes més coneguts dels dos discos de Yazoo, juntament amb remescles i una nova versió del seu primer gran èxit, "Only you".

## Temes

### CD Mutel 6
1. Only you - 3:12
2. Ode to boy - 3:38
3. Nobody's diary - 4:31
4. Midnight - 4:20
5. Goodbye 70's - 2:33
6. Anyone - 3:25
7. Don't go - 3:06
8. Mr. Blue - 3:26
9. Tuesday - 3:19
10. Winter kills - 4:03
11. State farm - 3:35
12. Situation (U.S. 12" Mix) - 5:46
13. Don't Go (Tee's Freeze Mix) - 6:12
14. Situation (Club 69 Future Phunk Mix) - 8:48
15. Only You (1999 Version) - 2:53